# Agrypon tibiale
Agrypon tibiale là một loài tò vò trong họ Ichneumonidae.